# Thaletat
Thaletat (en kabyle : Taleṭṭaṭ, ⵜⴰⵍⴻⵟⵟⴰⵟ) est un sommet qui culmine à 1 638 m d'altitude dans le Djurdjura en Kabylie.

## Toponymie
Le mot thaletat  signifie « auriculaire » en kabyle. Les Français ont donné au mont le nom de « Main du Juif » en raison, selon les autochtones, de son apparence d'une main levée à six doigts. Selon la légende, le mont était le lieu de prière d'un ascète juif.

## Géographie

### Topographie

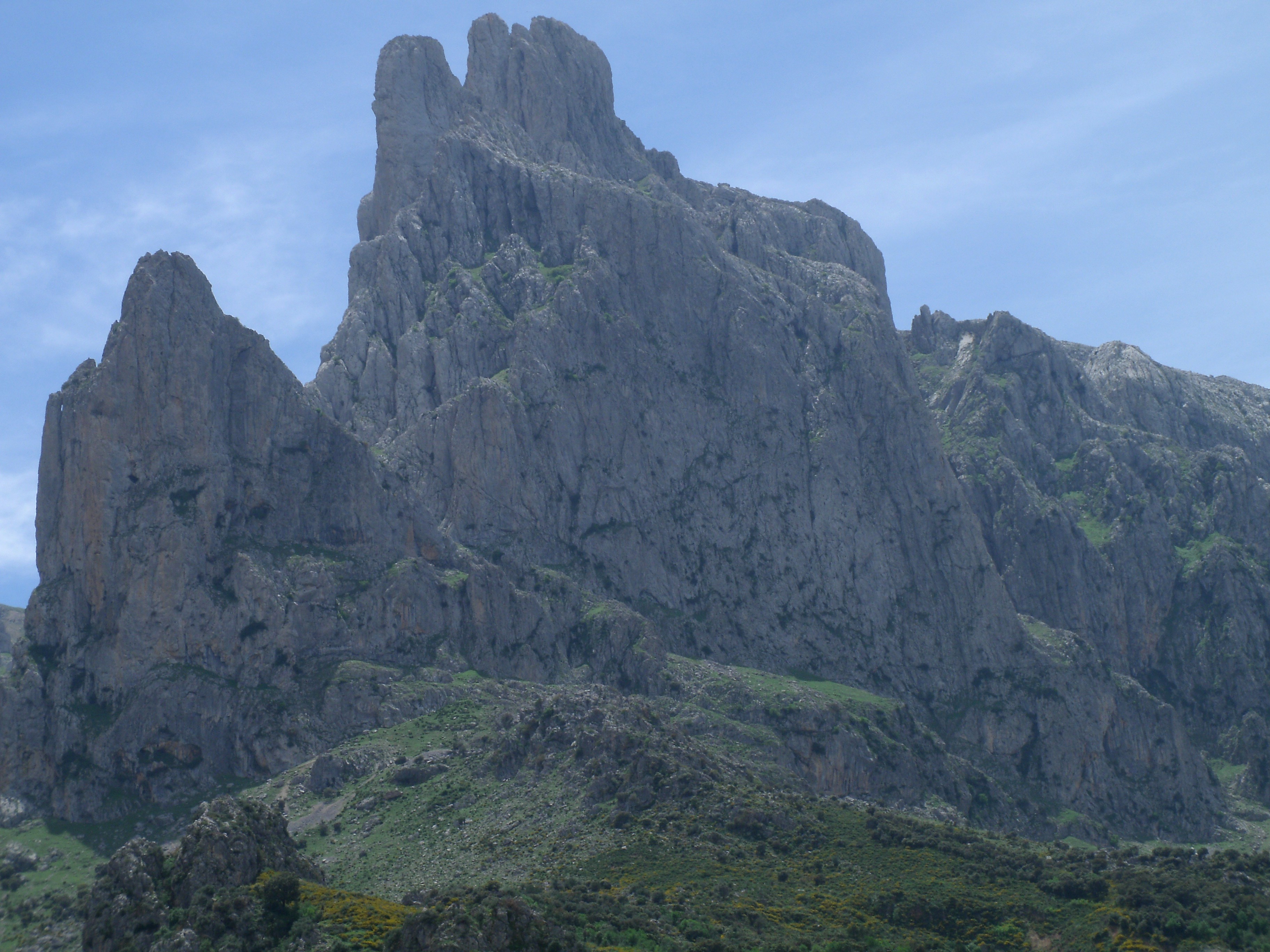
Vue de Thaletat en 2011

Thaletat est situé dans le massif de l'Akouker qui occupe le centre de la chaîne du Djurdjura. Au nord, ses rochers s'abaissent presque d'un seul jet sur la vallée de Timeghras. Au sud, il est dominé par le cône du Lalla Khedidja, plus haut sommet de l'Atlas tellien.

## Histoire
Selon l'histoire orale, Timeghras et Aït-Boumehdi se disputaient le territoire en contrebas de Thaletat. Ce site riche en eau, en pâturages et terres cultivables était réclamé par les citoyens de Timeghras et par ceux d'Aït Boumehdi. Le conflit entre les deux villages ne trouvant pas d'issue, les acteurs ont opté pour un arbitrage au niveau confédéral : l'Arch des At Sedqa. L'arbitrage sous forme d'assemblée déboucha sur la création d'un village en contrebas de Thaletat. C'est ainsi que le village d'Aït Abdellali a été fondé. L'arbitrage stipulait que des bonnes gens (avd lali) ou encore descendants d'Abdelali y établiraient leurs maisons. C'est ainsi que des villageois, certainement issus de Aït-Boumehdi et peut être aussi de Timeghras, ont fondé le tout premier kanoun (Atsaid) de ce village. Ces faits, compte tenu des éléments démographiques et rapportés oralement, remontent en toute vraisemblance au XVIe ou XVIIIe siècle.
Afin de mieux comprendre l'histoire de Thaletat, il convient également de s'intéresser aux eaux et aux terres planes derrière le pic de Thaletat dénommées Aswel et consacrées à l'élevage de bovins et hébergeant un lac ainsi que le plus profond gouffre d'Afrique. Par ailleurs dans les entrailles de Thaletat, il y a des grottes qui partent d'Aswel et qui débouchent à Aït Abdelali dans une grotte appelée Ifri Semdan (« la grotte froide »). Ces deux lieux Aswel et Ifri Semdan peuvent amener à mieux appréhender l'histoire orale de ce pic emblématique du Djurdjura situé au cœur du territoire de l'Arch de At Sedqa. Sans oublier bien sur la source d'eau réputée intarissable : Imarwen.

## Itinéraire
Le versant sud de Thaletat est aisément accessible par route à partir de Bouira. On emprunte vers l'est la route nationale 33 qui, dans la plaine du Hamza, longe le massif du Haïzer. La montée vers la station de ski de Tikjda est peu pentue. À partir de là et jusqu'au col de Kouilal la route côtoie les cimes déchiquetées de l'Akouker. À 9 km à l'est de Tikjda on atteint Thaletat dont la « petite aiguille » située en contrebas de la route est au bord de la falaise qui plonge vers le village de Timeghras situé à 2 km à vol d'oiseau. De ce belvédère, toute la Grande Kabylie s'offre à la vue.